# Robert M. Vogt
Robert Martin Vogt ( n. 1957 ) es un botánico alemán.

## Honores

### Eponimia
Género:
- (Asteraceae) Vogtia Oberpr. & Sonboli[1]

Especies
- (Orchidaceae) Dactylorhiza × vogtiana H.Baumann[2]
- La abreviatura «Vogt» se emplea para indicar a Robert M. Vogt como autoridad en la descripción y clasificación científica de los vegetales.[3]